# Оболенцев Роман Дмитрович
Роман Дмитрович Оболенцев (1 листопада 1906, Олексіївка — 27 жовтня 1968, Київ) — радянський нафтохімік, доктор хімічних наук (з 1951 року), професор (з 1953 року). Заслужений діяч науки Башкирської АРСР (з 1957 року), Заслужений діяч науки РРФСР (з 1964 року).

## Біографія
Народився 1 листопада 1906 року в селі Олексіївці Харківської губернії (тепер Первомайського району Харківської області). У 1936 році закінчив Ленінградський державний університет. У 1935–1941 роках працював на заводі «Хімгаз» у Ленінграді. У 1941–1951 роках — в Саратовському державному університеті організував і завідував кафедрою хімічної переробки нафти і газу. З 1951 року — завідувач відділення хімії, з 1961 року — директор Інституту органічної хімії. Одночасно у 1956–1964 роках голова Президії Башкирської філії АН СРСР. У 1960–1968 роках — голова наукової ради з проблеми «Хімія і технологія органічних сполук сірки» при Державному комітеті з науки і техніки Ради Міністрів СРСР. У 1968 році перейшов в Інститут хімії високомолекулярних сполук АН Української РСР.

Могила Романа Оболенцева

Помер в Києві 27 жовтня 1968 року. Похований на старій частині Байкового кладовища.

## Наукова діяльність
Основоположник нової галузі нафтохімії — хімії природних сіркоорганічних сполук нафти. Розробив теоретичні основи переробки сірчистих і високосірчистих нафт Урало-Поволжя і Західного Сибіру. Під його керівництвом синтезовано понад 200 індивідуальних сполук високого ступеня чистоти, що моделюють компоненти сірчистих сполук нафти, за допомогою яких вперше дана класифікація компонентів нафти східних районів СРСР. Автор понад 180 наукових праць, серед яких:
- Физические константы углеводородов жидких топлив и масел. Москва, 1953;
- Гидрогенолиз сераорганических соединений нефти. Москва, 1961 (у співавторстві);
- Сераорганические соединения нефтей Урало-Поволжья и Сибири. Москва, 1973 (у співавторстві).